# Manuel Andrade Díaz (Tabasco)
Manuel Andrade Díaz es una localidad del municipio de Huimanguillo ubicado en la subregión de la Chontalpa del estado mexicano de Tabasco.

## Geografía
La localidad de Manuel Andrade Díaz se sitúa en las coordenadas geográficas 17°48′54″N 93°29′43″O / 17.815000, -93.495278, a una elevación de 30 metros sobre el nivel del mar.

## Demografía
Según el Conteo de Población y Vivienda 2020, efectuado por el Instituto Nacional de Estadística y Geografía, la localidad de Manuel Andrade Díaz tiene 158 habitantes, de los cuales 83 son del sexo masculino y 75 del sexo femenino. Su tasa de fecundidad es de 2.74 hijos por mujer y tiene 38 viviendas particulares habitadas.
| Gráfica de evolución demográfica de Manuel Andrade Díaz entre 2005 y 2020 |
|                                                                           |
| INEGI.                                                                    |